# Oromurcia lucens
Oromurcia lucens är en kvalsterart som först beskrevs av Koch 1879.  Oromurcia lucens ingår i släktet Oromurcia och familjen Ceratozetidae. Inga underarter finns listade i Catalogue of Life.